# Philippe Renaud
Philippe Renaud, född den 23 november 1962 i Créteil, Frankrike, är en fransk kanotist.
Han tog OS-brons i C-2 500 meter i samband med de olympiska kanottävlingarna 1988 i Seoul.